# Annales de Chimie

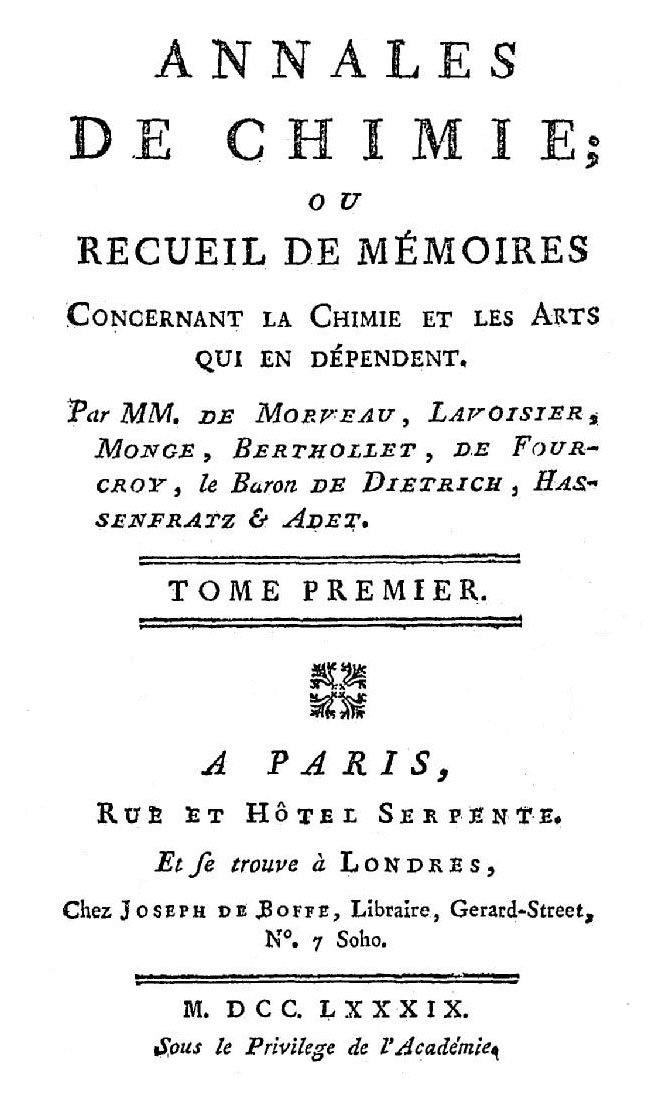
Titelseite des ersten Bandes von 1789

Die Annales de Chimie (vollständiger Titel: Annales de chimie ou Recueil de mémoires concernant la chimie et les arts qui en dépendent) war eine 1789 in Paris von Louis Bernard Guyton de Morveau, Antoine Laurent de Lavoisier und anderen gegründete naturwissenschaftliche Fachzeitschrift.

## Geschichte
Im Jahre 1815 wurde der Titel in Annales de Chimie et de Physique geändert und unter dieser Bezeichnung für die nächsten 100 Jahre veröffentlicht. Im Jahre 1914 spaltete sich diese Zeitschrift in die Annales de Chimie und die Annales de Physique auf.
Annales de physique wird immer noch unter dem gleichen Namen veröffentlicht, aus den  Annales de Chimie ging 1978 die Zeitschrift Annales de Chimie - Science des matériaux hervor. Die in den Annales de Chimie - Science des Matériaux behandelten Themengebiete erstrecken sich von der Metallurgie, der Halbleiterforschung und über die Erforschung anorganischer, mineralischer Verbindungen bis hinzu organisch makromolekularer Verbindungen und den Verbundwerkstoffen. Die Artikel befassen sich mit der Synthese, Strukturanalyse, Textur, den physikalischen und mechanischen Eigenschaften chemischer Stoffe, der Thermodynamik, der chemischen Reaktivität und Kinetik, der Entwicklung von Materialien und deren Recycling.
Von 1998 bis 2004 wurden beide Zeitschriften vom Wissenschaftsverlag Elsevier publiziert. 2004 wurde die Zeitschrift vom französischen Lavoisier Verlag übernommen. Trotz der Änderung des Titels wurde die Nummerierung der Jahrgänge beibehalten, um so eine Kontinuität der verschiedenen Titel, sowohl für das Physik Journal als auch für die Chemie Zeitschriften zu erhalten.
Der Impact Factor lag im Jahr 2012 bei 0,096. Nach der Statistik des ISI Web of Knowledge wird das Journal mit diesem Impact Factor in der Kategorie multidisziplinäre Chemie an 149. Stelle von 152 Zeitschriften und in der Kategorie multidisziplinäre Materialwissenschaften an 236. Stelle von 239 Zeitschriften geführt.

## Erscheinungsweise
Annales de chimie ou recueil de mémoires
- 1. Folge, Band 1–96, 1789–1815

Annales de chimie et de physique
- 2. Folge, Band 1–75, 1816–1840
- 3. Folge, Band 1–69, 1841–1863
- 4. Folge, Band 1–30, 1864–1873
- 5. Folge, Band 1–30, 1874–1883
- 6. Folge, Band 1–30, 1884–1893
- 7. Folge, Band 1–30, 1894–1903
- 8. Folge, Band 1–30, 1904–1913

Annales de chimie
- 9. Folge, Band 1–20, 1914–1923
- 10. Folge, Band 1–20, 1924–1933
- 11. Folge, Band 1–20, 1934–1945
- 12. Folge, Band 1–10, 1946–1955
- 13. Folge, Band 1–10, 1956–1965
- 14. Folge, Band 1–10, 1966–1975
- 15. Folge, Band 1–2, 1976–1977

Annales de chimie - science des matériaux
- Band 3–, 1978–